# Ghanzi (distrikt)
Ghanzi (även Ghantsi) är ett distrikt i Botswana. Distriktet täcker 117 910 km² och har 33 170 invånare (2001). Huvudort är Ghanzi.
Ghanzi gränsar till Namibia i väster, och till distrikten Northwest, Central, Kweneng och Kgalagadi. 
I Ghanzi ligger nationalparken Central Kgalagadi Game Reserve och Makgadikgadislätten, en stor saltslätt.